# Alter jüdischer Friedhof (Dukla)

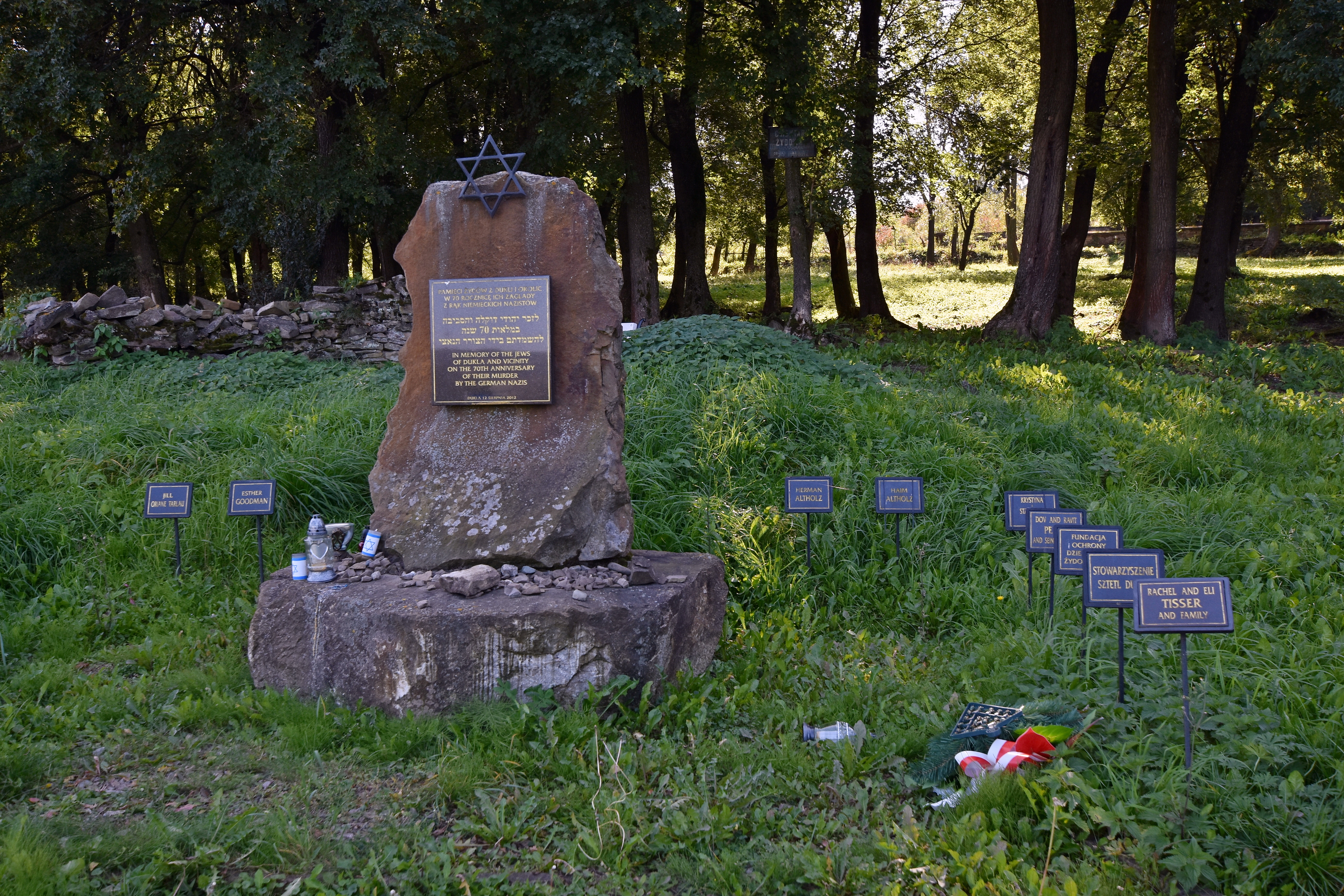
Alter jüdischer Friedhof in Dukla

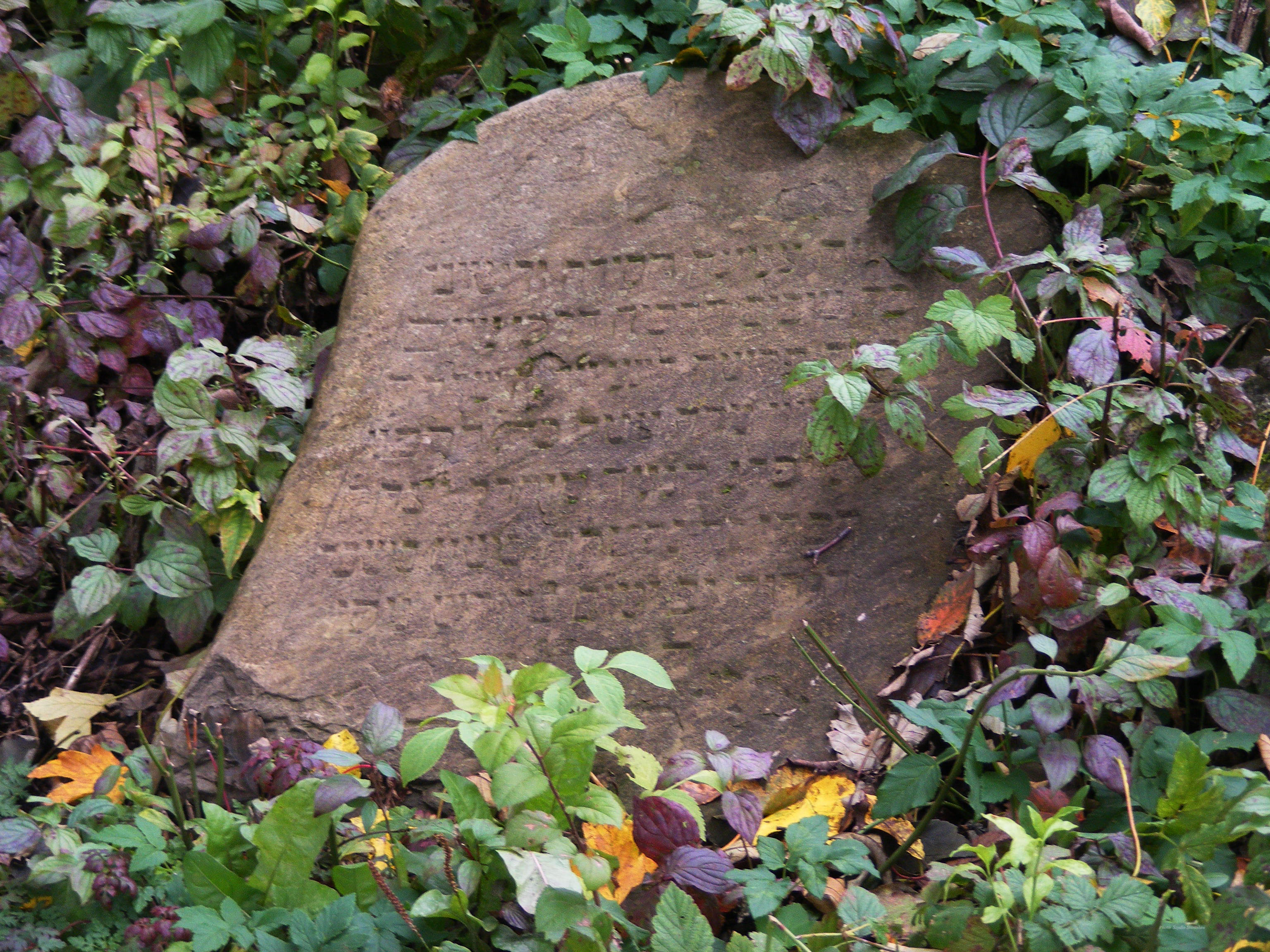
Grabstein

Der Alte jüdische Friedhof in Dukla, einer polnischen Stadt in der Woiwodschaft Karpatenvorland, wurde im 18. Jahrhundert angelegt. Der jüdische Friedhof südlich des Ortes in einem Wäldchen ist ein geschütztes Kulturdenkmal. In den 1870er Jahren wurde der Neue jüdische Friedhof angelegt.
Der alte Friedhof wurde während und nach dem Zweiten Weltkrieg verwüstet. 
Heute sind nur noch wenige Grabsteine erhalten, die zum Teil von Pflanzen überwuchert sind.